# 夏目アラタの結婚
『夏目アラタの結婚』（なつめアラタのけっこん）は、乃木坂太郎による日本の漫画作品。『ビッグコミックスペリオール』（小学館）にて、2019年14号から2024年4号にかけて連載された。2020年に「次にくるマンガ大賞 2020」U-NEXT特別賞コミックス部門を、2025年に第70回小学館漫画賞を受賞した。
2024年3月時点で、単行本の紙と電子書籍を合わせた累計部数は230万部を突破している。

## 沿革
2019年6月28日発売の『ビッグコミックスペリオール』14号より連載を開始。作者の乃木坂にとって、前作『第3のギデオン』の終了から約1年2ヶ月ぶりの連載作品となった。
2020年3月、単行本第2巻の発売を記念して、品川真珠の「魅力と危険性を」表現した「百面相を表したスペシャルPV」を公開。このころにはSNS上で、品川真珠が「怖カワイイ」と人気となり、ファンアートが公開された。
2020年11月、単行本第4巻の発売を記念し、同誌24号にて本作の企画「究極の心理戦体験」を掲載。企画では、本作のファンであると公言する鬼頭明里がヒロインの品川真珠を演じた。単行本第4巻では、「次にくるマンガ大賞 2020」でのU-NEXT賞受賞と単行本の発売を記念して、ボイスドラマ化が展開された。あわせてPVや第1話のボイスコミックも公開となった。
2021年4月、単行本第5巻の発売を記念して、作者の乃木坂のファンである山口つばさが品川真珠のイラストを寄せている。同年6月11日発売の『ビッグコミックスペリオール』13号にて、同誌で連載されている作品の「ヒロインに扮したコスプレ」を掲載。つんこが本作の品川真珠のコスプレを担当した。同年7月3日には、本作の単行本が累計100万部を突破したことを記念し、つんこがTwitterにて品川真珠のコスプレを公開している。
2022年1月14日発売の同誌3号でも連載作品とのコラボグラビアが掲載され、品川真珠を花咲れあが担当している。
2023年4月28日発売の同誌10号にて、本作の映画化が発表され、2024年9月に公開。

## あらすじ
児童相談所に勤務する夏目アラタは、連続殺人事件の被害者遺児である山下卓斗から「父を殺した犯人に代わりに会って欲しい」という依頼を受ける。卓斗は未だ発見されていない父親の首の隠し場所を聞き出そうと、アラタの名を騙って犯人の品川真珠と文通しており、直接会って話すことを真珠から求められたためだった。小中学校で落ちこぼれのいじめられっ子だったという真珠のプロフィールから、エリート公務員ぶればマウントが取れると思っていたアラタだったが、逮捕時の「太ったピエロ」とはまるで別人の華奢な少女のような姿で現れた真珠に驚き、つい地が出てしまう。アラタが手紙の主では無いと見破った真珠が面会を打ち切るのを何とか止めようと焦ったアラタは「俺と、結婚しよーぜ!!」と口走る。元々アラタは結婚には何の夢も持っておらず、真珠と本気で結婚する気もまったく無かったのだが、真珠の巧みな駆け引きと真珠の無実を信じる弁護士・宮前の真珠への協力もあって、婚姻届を提出して正式に真珠と夫婦となった。
1審で黙秘を貫いていた真珠だったが、控訴審では自分につきまとっていたストーカーが真犯人であり、そのストーカーが自分の父親なので庇うために今まで黙っていたのだと主張する。宮前と違って真珠の無実を信じないアラタだったが、真珠が虐待された子供だったこと、婚姻届を渡された時に心を開いた子供のような笑顔で嬉し泣きした姿を目の当たりにしたことなどから、徐々に心を動かされて真珠に惹かれてゆく。その一方で、真珠が宮前やアラタの同僚の桃山、被害者遺族である卓斗まで巧みに篭絡していることには気づいており、しおらしかったり「はすっぱ（女性の態度や動作が下品で慎みのないこと）」だったりと様々な顔を使い分ける真珠の本心をつかめずにいる。
真珠が8歳で施設に保護された時と21歳の逮捕時で30も知能指数が上昇した謎、母親の環が真珠を決して歯医者に行かせず高カロリーな食事で太らせていた理由、1審で真珠が早く起訴されたがった真意、そして事件の真犯人は誰なのか…。様々な謎が交錯する中、真珠にまつわる重大な秘密が明らかになり、事態は大きく動き出す。

## 登場人物
声の項はボイスドラマの声優、演の項は映画の俳優。
夏目アラタ（なつめ アラタ）
声 - 小野友樹 / 演 - 柳楽優弥
本作の主人公。児童相談所に勤務する30代の公務員。不幸な子供を救いたいという気持ちのあまり、虐待する親に暴力的な態度を取ってしまうことがあり、その外見や態度のせいで周囲からは「狂犬」「チンピラ」「経済ヤクザ」と評される。
小学生の時にトラック運転手だった父親を事故で喪い、その後母親が再婚・離婚を繰り返したことが影響したのかかなりグレた子供時代を送っており、「児相一の問題児」だった。
子供を虐待する親は「ブッ殺していい」と言うほど虐待された子供への同情心が強いが、亡くなった実父との関係は良好で、継父たちから虐待を受けたらしき描写は一切ない。男性関係が派手で享楽的な母親のことも、思うところはあるが恨んだり憎んだりはしていないと語っており、現在の関係はそれなりに良好である。
女性の好みは「年上のポッチャリ」であるが、来る者は拒まずで実際に付き合った女性たちは好みとは異なる。好みに合う桃山をたびたび口説いているが、所長によれば女と言うより母親を求めてのことである。真珠と面会し対話することで、自身の家族観や恋愛観に向き合うことになる。
小野友樹によると、「駆け引きする上で表の顔と裏の顔を使い分ける」キャラクターである。
品川真珠（しながわ しんじゅ）
声 - 鬼頭明里 / 演 - 黒島結菜
本作のヒロイン。3人の男性を殺害し、遺体をバラバラに切り刻んで遺棄した罪状で死刑判決を受けた女性。逮捕時には肥満体でピエロのメイクをしていたため、マスコミなどから「品川ピエロ」とあだ名された。
子供のころ、母親が一切歯医者に行かせなかったせいで非常に歯並びが悪く、1審ではボサボサの髪に汚い格好で出廷し、完全に黙秘を貫いていたが、控訴審では清楚なワンピースや中学時代の制服姿で現れ、その可憐な少女のような容姿で傍聴人を魅了する。
小中学校で学業不振、高等看護学校を2年で中退した後はその日暮らしをしていたが、そのプロフィールが不自然に思われるほど地頭が良く、人の心を見透かす洞察力がある。
母親の話題や写真に激しく動揺し、赤ん坊の話題でも強い嫌悪感を示すなど、母親と赤ん坊という存在に何らかのトラウマがある様子を見せる。逮捕される前は生前の母親から与えられていたパックご飯とツナ缶のみという食事を続けていた。
一人称は「ボク」だが、法廷では「あたし」「私」「ボク」を使い分けている。
コスプレを担当したつんこによると、「不気味かわいい」キャラクターである。漫画ライターの山本杏奈によると、「とっても醜いシリアルキラー」であるが、「知るたびに猛烈に惹かれてしまう」ようなキャラクターである。
桃山香（ももやま かおり） / 桃ちゃん（ももちゃん）
演 - 丸山礼
アラタの先輩にあたる児相職員。ややふくよかな体形で、そのことを気にしているらしく、他人から「ポッチャリ」と言われると「うすポッチャリです」と訂正する。
アラタが桃山を好みのタイプだと発言したために興味を持った真珠から手紙を受け取り、宮前に相談。「会ってあげてほしい」と宮前に頼まれたこともあって、真珠と面会する。
面会の場では真珠にしぐさや言葉遣いを真似されて不気味に思い、結婚できない女と見下されて憤慨したが、その後真珠からしおらしい手紙を受け取って面会時の真珠の振る舞いは「試し行動」だったとして理解を示し、「真珠ちゃん」「パール」と呼ぶほど親身になる。
宮前光一（みやまえ こういち）
演 - 中川大志
真珠の弁護士。1審で弁護団の一人として真珠の弁護を担ったが、真珠が幼かったころに明らかな虐待をうかがわせる姿を何度か見かけており、同情していた。そのせいあってか再会した真珠の無実を信じ、控訴審では手弁当で弁護を申し出た。
当初、真珠が見せていたか弱げな姿が本性では無いとわかった後でも彼女の無実を信じ続け、新たな証人を見つけ出すなど真珠のために奔走している。
品川環（しながわ たまき）
演 - 藤間爽子
真珠の母。両親を亡くした後、石川県の遠縁の家に引き取られていたが、駆け落ち同然で上京した。未婚のまま真珠を出産し、真珠が中学の時に病死。真珠に似た可愛らしい外見だが、高校時代はかなりの発展家で、いわゆる「清楚系ビッチ」。
真珠の出生に関する秘密を隠すため、学校や歯医者に通わせずパックご飯とツナ缶のみを大量に食べさせるなど虐待と呼べる行動を取っていたものの、暴力的な傾向は全く無く、男を家に連れ込むことも無かった。しかし、結局は面会には行くものの養護施設に託すことになっている。
山下卓斗（やました たくと）
演 - 越山敬達
真珠に殺害されたとされる3人目の被害者の息子。父親の首の行方と、父親が真珠に惹かれた理由を知りたいと思い、アラタの名を騙って文通していた。裁判を傍聴してレオンのマチルダを彷彿とさせる真珠の姿を目にし、真珠に惹かれる。
藤田（ふじた）
演 - 佐藤二朗
傍聴マニアであるだけでなく、死刑囚と文通したり死刑囚にまつわるアイテムを集める「死刑囚アイテムコレクター」。藤田に利用価値があると考えたアラタから真珠関連のアイテムを餌に釣られ、アラタに協力している。
離婚歴があり、今は独り身だが、真珠に関する会話の中で時折語られる結婚体験からくる夫婦観をアラタは興味深いと思って聞いている。
神波（かんなみ）
演 - 市村正親
控訴審の裁判長。法廷で傍聴人たちの同情を誘った真珠の言動は全て演技だと裁判官たちに指摘し、真珠は自分を有利にする秘密をアラタに暴かせようとしているのだと洞察する。

## 作風
オリコンニュースによると本作のテーマは「結婚」であり、「誰も見たことのない「結婚」の形を描」いた作品となっている。
作者の乃木坂の過去作品『医龍-Team Medical Dragon-』でプロデューサーを務めた長部聡介によると、本作は『医龍』同様に「エッジの効いたキャラクターが善と悪の境界線でダンスをするスリリングな展開」が描かれた作品である。
漫画ライターの山本杏奈によると、本作は「本格ミステリー」である。具体的には「殺人の理由や遺体の隠し場所だけでなく、真珠出生の秘密や幼き頃のエピソードなど、謎のピースが複雑に散りばめられている」点を挙げている。山本は本作について、話の展開だけではなく、「各キャラクターを引き立てる重厚感のある作画」も魅力であると話している。

## 書誌情報
- 乃木坂太郎『夏目アラタの結婚』小学館〈ビッグコミックス〉、全12巻
  1. 2019年11月29日発売[2][小 2]、ISBN 978-4-09-860484-5
  2. 2020年3月30日発売[9][小 3]、ISBN 978-4-09-860656-6
  3. 2020年7月30日発売[小 4]、ISBN 978-4-09-860682-5
  4. 2020年11月30日発売[11][小 5]、ISBN 978-4-09-860769-3
  5. 2021年4月30日発売[12][小 6]、ISBN 978-4-09-860872-0
  6. 2021年8月30日発売[小 7]、ISBN 978-4-09-861130-0
  7. 2022年1月28日発売[小 8]、ISBN 978-4-09-861238-3
  8. 2022年6月30日発売[小 9]、ISBN 978-4-09-861318-2
  9. 2022年12月28日発売[小 10]、ISBN 978-4-09-861488-2
  10. 2023年4月28日発売[小 11]、ISBN 978-4-09-861693-0
  11. 2023年9月28日発売[小 12]、ISBN 978-4-09-862526-0
  12. 2024年3月29日発売[小 1]、ISBN 978-4-09-862692-2

## 映画
2024年9月6日に公開された。監督は堤幸彦、主演は柳楽優弥。

### キャスト
- 夏目アラタ：柳楽優弥
- 品川真珠：黒島結菜[17]
- 宮前光一：中川大志[21]
- 桃山香：丸山礼[21]
- 大高利郎：立川志らく[21]
- 桜井健：福士誠治[21]
- 井出茂雄：今野浩喜[21]
- 三島正吾：平岡祐太[22]
- 品川環：藤間爽子[22]
- 藤田信吾：佐藤二朗[20]
- 神波昌治：市村正親[21]

### スタッフ
- 原作：乃木坂太郎『夏目アラタの結婚』（小学館ビッグコミックスペリオール刊）
- 監督：堤幸彦[17]
- 脚本：徳永友一[23]
- 音楽：Gabriele Roberto、A-bee、ノグチリョウ[23]
- 製作：桑原勇蔵、山田邦雄、沢辺伸政、桑原佳子、松本拓也、竹澤浩、長坂信人、細野義朗[23]
- 製作統括：佐藤貴博[23]
- エグゼクティブプロデューサー：飯沼伸之[23]
- プロデューサー：古林茉莉、小林美穂[23]
- 撮影：神田創[23]
- 照明：丸山和志[23]
- 編集：洲﨑千恵子[23]
- 音楽プロデューサー：茂木英興[23]
- 録音：照井康政[23]
- 美術：長谷川功[23]
- 装飾：谷田祥紀[23]
- 衣装：エンドウヨシキ[23]
- ヘアメイク：望月志穂美[23]
- 特殊メイク：こまつよしお[23]
- 小道具：伊藤実穂[23]
- VFXスーパーバイザー：桑原雅志[23]
- 音響効果：壁谷貴弘[23]
- 記録：奥平綾子[23]
- Bカメラ：一坪悠介（J.S.C.）[23]
- 助監督：稲留武[23]
- 制作担当：青木啓二[23]
- 宣伝プロデューサー：小宮脩
- 配給：ワーナー・ブラザース映画
- 制作プロダクション：オフィスクレッシェンド
- 企画・製作幹事：日本テレビ放送網
- 製作：映画「夏目アラタの結婚」製作委員会（日本テレビ放送網、ワーナー・ブラザース映画、小学館、VAP、読売テレビ放送、KDDI、オフィスクレッシェンド、S・D・P、札幌テレビ放送、宮城テレビ放送、静岡第一テレビ、中京テレビ放送、広島テレビ放送、福岡放送）

### 主題歌
「ヴァンパイア」（Universal International）
歌：オリヴィア・ロドリゴ / 映画オリジナル日本語歌詞訳監修：乃木坂太郎